# Lacetanos
Los lacetanos o lancetanos eran la tribu íbera que habitaba en la Península ibérica desde, aproximadamente, el siglo VIII a. C. hasta finales del siglo I a. C. En los Pirineos tenían por vecinos a los bergistanos al norte (Berga); los ausetanos al este (Osona); los ilergetes al oeste (Lérida) y a los layetanos y cossetanos al sur (Barcelona y Tarragona.
Francisco De Paula Mellado, en su Recuerdos de un viaje por España, dice que en las cercanías de Alcántara, Extremadura, se encontró una inscripción que decía: "Que Julio Cesar recibiera en su amistad á Lancea-Lancetonia, situada á la orilla del Tajo, en la Lusitania", Poco más sabemos de este pueblo que habitaba la península antes de los romanos).
El Solsonés era el núcleo más importante de los lacetanos,la capital era Setelsis,la actual Solsona, con extensiones hacia Poniente, parte de la Noya, del Bages y, quizá, la Segarra. Junto con los ilerdenses y los ausetanos destacaron, por oponerse al dominio romano y, como consecuencia, fueron sometidos por el cónsul Catón (195 a. C.).
Otras ciudades lacetanas importantes son: Iesso (Guisona) y Sigarra (Prats del Rey).